# Paesi Bassi all'Eurovision Song Contest
I Paesi Bassi hanno partecipato a quasi tutte le edizioni dell'Eurovision Song Contest, ritirandosi solo quattro volte, e vincendo cinque concorsi. Dall'introduzione delle semifinali, hanno raggiunto la finale nove volte (o dieci, se si considera Joost Klein, che nel 2024 è stato squalificato dopo essere arrivato secondo in semifinale).
Nel 2020, avrebbe dovuto ospitare la manifestazione a Rotterdam ma l'evento è stato cancellato a causa della pandemia di COVID-19 in Europa. Per questa ragione ne è stata riconfermata l'organizzazione nell'edizione 2021: era la quinta volta che il paese ospitava la manifestazione.

## Partecipazioni
- Primo posto
- Secondo posto
- Terzo posto
- Ultimo posto

| Anno                            | Artista                   | Canzone                      | Lingua                | Posizione           | Posizione           | Posizione         | Posizione         |
| Anno                            | Artista                   | Canzone                      | Lingua                | Finale              | Punti               | Semi              | Punti             |
| ------------------------------- | ------------------------- | ---------------------------- | --------------------- | ------------------- | ------------------- | ----------------- | ----------------- |
| 1956                            | Jetty Paerl               | De vogels van Holland        | Olandese              | --                  | Sconosciuti         | Niente semifinali | Niente semifinali |
| 1956                            | Corry Brokken             | Voorgoed voorbij             | Olandese              | --                  | Sconosciuti         | Niente semifinali | Niente semifinali |
| 1957                            | Corry Brokken             | Net als toen                 | Olandese              | 1º                  | 31                  | Niente semifinali | Niente semifinali |
| 1958                            | Corry Brokken             | Heel de wereld               | Olandese              | 9º                  | 1                   | Niente semifinali | Niente semifinali |
| 1959                            | Teddy Scholten            | Een beetje                   | Olandese              | 1º                  | 21                  | Niente semifinali | Niente semifinali |
| 1960                            | Rudi Carrell              | Wat een geluk                | Olandese              | 12º                 | 2                   | Niente semifinali | Niente semifinali |
| 1961                            | Greetje Kauffeld          | Wat een dag                  | Olandese              | 10º                 | 6                   | Niente semifinali | Niente semifinali |
| 1962                            | De Spelbrekers            | Katinka                      | Olandese              | 13º                 | 0                   | Niente semifinali | Niente semifinali |
| 1963                            | Annie Palmen              | Een speeldoos                | Olandese              | 13º                 | 0                   | Niente semifinali | Niente semifinali |
| 1964                            | Anneke Grönloh            | Jij bent mijn leven          | Olandese              | 10º                 | 2                   | Niente semifinali | Niente semifinali |
| 1965                            | Conny Vandenbos           | Het is genoeg                | Olandese              | 11º                 | 5                   | Niente semifinali | Niente semifinali |
| 1966                            | Milly Scott               | Fernando en Filippo          | Olandese              | 15º                 | 2                   | Niente semifinali | Niente semifinali |
| 1967                            | Thèrese Steinmetz         | Ring-dinge-ding              | Olandese              | 14º                 | 2                   | Niente semifinali | Niente semifinali |
| 1968                            | Ronnie Tober              | Morgen                       | Olandese              | 16º                 | 1                   | Niente semifinali | Niente semifinali |
| 1969                            | Lenny Kuhr                | De troubadour                | Olandese              | 1º                  | 18                  | Niente semifinali | Niente semifinali |
| 1970                            | Hearts of Soul            | Waterman                     | Olandese              | 7º                  | 7                   | Niente semifinali | Niente semifinali |
| 1971                            | Saskia & Serge            | Tijd                         | Olandese              | 6º                  | 85                  | Niente semifinali | Niente semifinali |
| 1972                            | Sandra & Andres           | Als 't om de liefde gaat     | Olandese              | 4º                  | 106                 | Niente semifinali | Niente semifinali |
| 1973                            | Ben Cramer                | De oude muzikant             | Olandese              | 14º                 | 69                  | Niente semifinali | Niente semifinali |
| 1974                            | Mouth & MacNeal           | I See a Star                 | Inglese               | 3º                  | 15                  | Niente semifinali | Niente semifinali |
| 1975                            | Teach-In                  | Ding-a-Dong                  | Inglese               | 1º                  | 152                 | Niente semifinali | Niente semifinali |
| 1976                            | Sandra Reemer             | The Party's Over             | Inglese               | 9º                  | 56                  | Niente semifinali | Niente semifinali |
| 1977                            | Heddy Lester              | De mallemolen                | Olandese              | 12º                 | 35                  | Niente semifinali | Niente semifinali |
| 1978                            | Harmony                   | It Is OK                     | Olandese              | 13º                 | 37                  | Niente semifinali | Niente semifinali |
| 1979                            | Xandra                    | Colorado                     | Olandese              | 12º                 | 51                  | Niente semifinali | Niente semifinali |
| 1980                            | Maggie MacNeal            | Amsterdam                    | Olandese              | 5º                  | 93                  | Niente semifinali | Niente semifinali |
| 1981                            | Linda Williams            | Het is een wonder            | Olandese              | 9º                  | 51                  | Niente semifinali | Niente semifinali |
| 1982                            | Bill van Dijk             | Jij en ik                    | Olandese              | 16º                 | 8                   | Niente semifinali | Niente semifinali |
| 1983                            | Bernadette                | Sing Me a Song               | Olandese, inglese     | 7º                  | 66                  | Niente semifinali | Niente semifinali |
| 1984                            | Maribelle                 | Ik hou van jou               | Olandese              | 13º                 | 34                  | Niente semifinali | Niente semifinali |
| Nessuna partecipazione nel 1985 |                           |                              |                       |                     |                     | Niente semifinali | Niente semifinali |
| 1986                            | Frizzle Sizzle            | Alles heeft een ritme        | Olandese              | 13º                 | 40                  | Niente semifinali | Niente semifinali |
| 1987                            | Marcha                    | Rechtop in de wind           | Olandese              | 5º                  | 83                  | Niente semifinali | Niente semifinali |
| 1988                            | Gerard Joling             | Shangri-la                   | Olandese              | 9º                  | 70                  | Niente semifinali | Niente semifinali |
| 1989                            | Justine Pelmelay          | Blijf zoals je bent          | Olandese              | 15º                 | 45                  | Niente semifinali | Niente semifinali |
| 1990                            | Maywood                   | Ik wil alles met je delen    | Olandese              | 15º                 | 25                  | Niente semifinali | Niente semifinali |
| Nessuna partecipazione nel 1991 |                           |                              |                       |                     |                     | Niente semifinali | Niente semifinali |
| 1992                            | Humphrey Campbell         | Wijs me de weg               | Olandese              | 9º                  | 67                  | Niente semifinali | Niente semifinali |
| 1993                            | Ruth Jacott               | Vrede                        | Olandese              | 6º                  | 92                  | Niente semifinali | Niente semifinali |
| 1994                            | Willeke Alberti           | Waar is de zon?              | Olandese              | 23º                 | 4                   | Niente semifinali | Niente semifinali |
| Nessuna partecipazione nel 1995 |                           |                              |                       |                     |                     | Niente semifinali | Niente semifinali |
| 1996                            | Maxine & Franklin Brown   | De eerste keer               | Olandese              | 7º                  | 78                  | 9º                | 63                |
| 1997                            | Mrs. Einstein             | Niemand heeft nog tijd       | Olandese              | 22º                 | 5                   | Niente semifinali | Niente semifinali |
| 1998                            | Edsilia Rombley           | Hemel en aarde               | Olandese              | 4º                  | 150                 | Niente semifinali | Niente semifinali |
| 1999                            | Marlayne                  | One Good Reason              | Inglese               | 8º                  | 71                  | Niente semifinali | Niente semifinali |
| 2000                            | Linda Wagenmakers         | No Goodbyes                  | Inglese               | 13º                 | 40                  | Niente semifinali | Niente semifinali |
| 2001                            | Michelle                  | Out on My Own                | Inglese               | 18º                 | 16                  | Niente semifinali | Niente semifinali |
| Nessuna partecipazione nel 2002 |                           |                              |                       |                     |                     | Niente semifinali | Niente semifinali |
| 2003                            | Esther Hart               | One More Night               | Inglese               | 13º                 | 45                  | Niente semifinali | Niente semifinali |
| 2004                            | Re-Union                  | Without You                  | Inglese               | 20º                 | 11                  | 6º                | 146               |
| 2005                            | Glennis Grace             | My Impossible Dream          | Inglese               | Non qualificato     | Non qualificato     | 14º               | 53                |
| 2006                            | Treble                    | Amambanda                    | Immaginaria, inglese  | Non qualificato     | Non qualificato     | 20º               | 22                |
| 2007                            | Edsilia Rombley           | On Top of the World          | Inglese               | Non qualificato     | Non qualificato     | 21º               | 38                |
| 2008                            | Hind                      | Your Heart Belongs to Me     | Inglese               | Non qualificato     | Non qualificato     | 13º               | 27                |
| 2009                            | De Toppers                | Shine                        | Inglese               | Non qualificato     | Non qualificato     | 17º               | 11                |
| 2010                            | Sieneke                   | Ik ben verliefd (Sha-la-lie) | Olandese              | Non qualificato     | Non qualificato     | 14º               | 29                |
| 2011                            | 3JS                       | Never Alone                  | Inglese               | Non qualificato     | Non qualificato     | 19º               | 12                |
| 2012                            | Joan Franka               | You and Me                   | Inglese               | Non qualificato     | Non qualificato     | 15º               | 35                |
| 2013                            | Anouk                     | Birds                        | Inglese               | 9º                  | 114                 | 6º                | 75                |
| 2014                            | The Common Linnets        | Calm After the Storm         | Inglese               | 2º                  | 238                 | 1º                | 150               |
| 2015                            | Trijntje Oosterhuis       | Walk Along                   | Inglese               | Non qualificato     | Non qualificato     | 14º               | 33                |
| 2016                            | Douwe Bob                 | Slow Down                    | Inglese               | 11º                 | 153                 | 5º                | 197               |
| 2017                            | O'G3NE                    | Lights and Shadows           | Inglese               | 11º                 | 150                 | 4º                | 200               |
| 2018                            | Waylon                    | Outlaw in 'Em                | Inglese               | 18º                 | 121                 | 7º                | 174               |
| 2019                            | Duncan Laurence           | Arcade                       | Inglese               | 1º                  | 492                 | 1º                | 231               |
| 2020                            | Jeangu Macrooy            | Grow                         | Inglese               | Edizione cancellata | Edizione cancellata | Paese ospitante   | Paese ospitante   |
| 2021                            | Jeangu Macrooy            | Birth of a New Age           | Inglese, sranan tongo | 23º                 | 11                  | Paese ospitante   | Paese ospitante   |
| 2022                            | S10                       | De diepte                    | Olandese              | 11º                 | 171                 | 2º                | 221               |
| 2023                            | Mia Nicolai & Dion Cooper | Burning Daylight             | Inglese               | Non qualificato     | Non qualificato     | 13º               | 7                 |
| 2024                            | Joost Klein               | Europapa                     | Olandese              | Squalificato        | Squalificato        | 2º                | 182               |
| 2025                            | Claude                    | C'est la vie                 | Francese, inglese     | 12º                 | 175                 | 3º                | 121               |

Note:
1. ↑  Nell'edizione 2024, nonostante la qualificazione, Joost Klein è stato squalificato in seguito ad allegazioni di un comportamento non appropriato nei confronti di un membro del team di produzione.

## Statistiche di voto
Fino al 2025, le statistiche di voto dei Paesi Bassi sono:
| # | Stato    | Punti |
| - | -------- | ----- |
| 1 | Svezia   | 228   |
| 2 | Francia  | 206   |
| 3 | Belgio   | 203   |
| 3 | Svizzera | 203   |
| 5 | Israele  | 179   |

| # | Stato    | Punti |
| - | -------- | ----- |
| 1 | Belgio   | 204   |
| 2 | Francia  | 165   |
| 3 | Irlanda  | 161   |
| 4 | Svizzera | 155   |
| 4 | Germania | 155   |

| # | Stato    | Punti |
| - | -------- | ----- |
| 1 | Svezia   | 336   |
| 2 | Belgio   | 286   |
| 3 | Norvegia | 257   |
| 4 | Israele  | 256   |
| 5 | Svizzera | 248   |

| # | Stato     | Punti |
| - | --------- | ----- |
| 1 | Belgio    | 310   |
| 2 | Norvegia  | 233   |
| 3 | Austria   | 230   |
| 3 | Svizzera  | 230   |
| 5 | Danimarca | 228   |

## Altri premi ricevuti

### Marcel Bezençon Award
I Marcel Bezençon Awards sono stati assegnati per la prima volta durante l'Eurovision Song Contest 2002 a Tallinn, in Estonia, in onore delle migliori canzoni in competizione nella finale. Fondato da Christer Björkman (rappresentante della Svezia nell'Eurovision Song Contest del 1992 e capo della delegazione per la Svezia fino al 2021) e Richard Herrey (membro del gruppo Herreys e vincitore dalla Svezia nell'Eurovision Song Contest 1984), i premi prendono il nome del creatore del concorso, Marcel Bezençon.
I premi sono suddivisi in 3 categorie:
- Press Award: Per la miglior voce che viene votata dalla stampa durante l'evento.
- Artistic Award: Per il miglior artista, votato fino al 2009 dai vincitori delle scorse edizioni. A partire dal 2010 viene votato dai commentatori.
- Composer Award: Per la miglior composizione musicale che viene votata da una giuria di compositori.

| Anno | Categoria      | Artista            | Canzone              | Compositore                                                          |
| ---- | -------------- | ------------------ | -------------------- | -------------------------------------------------------------------- |
| 2003 | Artistic Award | Esther Hart        | One More Night       | Tjeerd van Zanen, Alan Michael                                       |
| 2014 | Artistic Award | The Common Linnets | Calm After the Storm | Ilse DeLange, JB Meijers, Rob Crosby, Matthew Crosby, Jake Etheridge |
| 2014 | Composer Award | The Common Linnets | Calm After the Storm | Ilse DeLange, JB Meijers, Rob Crosby, Matthew Crosby, Jake Etheridge |
| 2019 | Press Award    | Duncan Laurence    | Arcade               | Duncan Laurence, Joel Sjöö, Wouter Hardy                             |

### Barbara Dex Award
Il Barbara Dex Award è un riconoscimento non ufficiale con il quale viene premiato l'artista peggio vestito all'Eurovision Song Contest. Prende il nome dall'omonima artista belga che nell'edizione del 1993 si è presentata con un abito che lei stessa aveva confezionato e che aveva attirato l'attenzione negativa dei commentatori e del pubblico.
| Anno | Categoria         | Artista             | Canzone    | Compositore     |
| ---- | ----------------- | ------------------- | ---------- | --------------- |
| 2015 | Barbara Dex Award | Trijntje Oosterhuis | Walk Along | Tobias Karlsson |

## Portavoce
Le persone che hanno dato i risultati delle votazioni olandesi:
| Anno | Portavoce               | Fonte |
| ---- | ----------------------- | ----- |
| 1956 | Nessun portavoce        |       |
| 1957 | Willem Duys             |       |
| 1958 | Piet te Nuyl            |       |
| 1959 | Siebe Van der Zee       |       |
| 1960 | Siebe Van der Zee       |       |
| 1961 | Siebe Van der Zee       |       |
| 1962 | Ger Lugtenburg          |       |
| 1963 | Pim Jacobs              |       |
| 1964 | Pim Jacobs              |       |
| 1965 | Pim Jacobs              |       |
| 1966 | Pim Jacobs              |       |
| 1967 | Ellen Blazer            |       |
| 1968 | Willem Duys             |       |
| 1969 | Leo Nelissen            |       |
| 1970 | Filip van der Schalie   |       |
| 1971 | Nessun portavoce        |       |
| 1972 | Nessun portavoce        |       |
| 1973 | Nessun portavoce        |       |
| 1974 | Dick van Bommel         |       |
| 1975 | Dick van Bommel         |       |
| 1976 | Dick van Bommel         |       |
| 1977 | Ralph Inbar             |       |
| 1978 | Dick Van Bommel         |       |
| 1979 | Ivo Niehe               |       |
| 1980 | Filip van der Schalie   |       |
| 1981 | Filip van der Schalie   |       |
| 1982 | Filip van der Schalie   |       |
| 1983 | Filip van der Schalie   |       |
| 1984 | Filip van der Schalie   |       |
| 1986 | Joop van Zijl           |       |
| 1987 | Ralph Inbar             |       |
| 1988 | Joop van Os             |       |
| 1989 | Joop van Os             |       |
| 1990 | Joop van Os             |       |
| 1992 | Herman Slager           |       |
| 1993 | Joop van Os             |       |
| 1994 | Joop van Os             |       |
| 1996 | Marga Bult              |       |
| 1997 | Corry Brokken           |       |
| 1998 | Conny Vandenbos         |       |
| 1999 | Edsilia Rombley         |       |
| 2000 | Marlayne                |       |
| 2001 | Marlayne                |       |
| 2003 | Marlayne                |       |
| 2004 | Esther Hart             |       |
| 2005 | Nancy Coolen            |       |
| 2006 | Paul de Leeuw           |       |
| 2007 | Paul de Leeuw           |       |
| 2008 | Esther Hart             |       |
| 2009 | Yolanthe Sneijder-Cabau |       |
| 2010 | Yolanthe Sneijder-Cabau |       |
| 2011 | Mandy Huydts            |       |
| 2012 | Vivienne van den Assem  |       |
| 2013 | Cornald Maas            |       |
| 2014 | Tim Douwsma             |       |
| 2015 | Edsilia Rombley         |       |
| 2016 | Trijntje Oosterhuis     |       |
| 2017 | Douwe Bob               |       |
| 2018 | O'G3NE                  |       |
| 2019 | Emma Wortelboer         |       |
| 2021 | Romy Monteiro           |       |
| 2022 | Jeangu Macrooy          |       |
| 2023 | S10                     |       |
| 2024 | Martin Österdahl        |       |
| 2025 | Chantal Janzen          |       |

Note
1. ↑  Originariamente Nikkie de Jager era stata annunciata come portavoce per i Paesi Bassi; tuttavia, a seguito della squalifica della nazione dalla serata finale, si è rifiutata a presentarsi alla votazione. Il ruolo da portavoce è stato quindi affidato a tavolino a Martin Österdahl, supervisore esecutivo della manifestazione.

## Città ospitanti
| Anno | Città     | Luogo              | Presentatori                                                |
| ---- | --------- | ------------------ | ----------------------------------------------------------- |
| 1958 | Hilversum | Avro Studios       | Hannie Lips                                                 |
| 1970 | Amsterdam | Rai Congrescentrum | Willy Dobbe                                                 |
| 1976 | L'Aia     | Congresgebouw      | Corry Brokken                                               |
| 1980 | L'Aia     | Congresgebouw      | Marlous Fluitsma                                            |
| 2020 | Rotterdam | Ahoy Rotterdam     | Chantal Janzen, Edsilia Rombley, Jan Smit e Nikkie de Jager |
| 2021 | Rotterdam | Ahoy Rotterdam     | Chantal Janzen, Edsilia Rombley, Jan Smit e Nikkie de Jager |